# Monumento a Ranieri Girotti
Il monumento a Ranieri Girotti è un'opera scultorea realizzata da Gaetano Motelli posta nell'ingresso del cortile d'onore del palazzo di Brera a Milano.

## Storia e descrizione
Il monumento venne realizzata dall'Accademia di belle arti di Brera a ricordo di Ranieri Girotti, orafo milanese, che per testamento stabilì un premio annuo di 300 lire milanesi per il vincitore di un concorso di disegno dell'Accademia.
L'iscrizione presente sulla lapide è: A / RANIERI GIROTTI / OREFICE MILANESE / FONDATORE DI UN PREMIO ANNUO / A VANTAGGIO / DE' SUOI CONCITTADINI / EDUCATI ALLE ARTI / DEL DISEGNO / L'ACCADEMIA / INTERPRETE DELLA PUB. RICONOSCENZA / MDCCCXXXIII.